# Pharsalia ochreomaculata
Pharsalia ochreomaculata är en skalbaggsart som beskrevs av Stefan von Breuning 1968. Pharsalia ochreomaculata ingår i släktet Pharsalia och familjen långhorningar.
Artens utbredningsområde är Laos. Inga underarter finns listade i Catalogue of Life.